# 4st 7lb
4st 7lb (uitgesproken: 4 stone, 7 pounds) is een nummer van de Manic Street Preachers van hun album The Holy Bible. 4 stone en 7 pond is omgerekend zo'n 28,5 kilogram. Dit is het minimale dat een volwassen persoon kan wegen om te blijven leven.

## Inhoud
Het nummer gaat over anorexia nervosa, waar tekstschrijver Richey James Edwards op dat moment aan leed. Het nummer is geschreven vanuit het perspectief van een tienermeisje met de ziekte, dus semiautobiografisch. De muziek is geschreven door James Dean Bradfield en Sean Moore.
Het nummer begint met een sample uit een documentaire over anorexia, waarbij de 29-jarige patiënt Caraline Neville-Lister zegt:
"I eat too much to die, and not enough to stay alive. I'm sitting in the middle, waiting."
In het nummer worden 'voorbeelden' genoemd, zoals Kate Moss, dunne modellen waar het meisje op wil lijken. De symptomen die genoemd worden, zoals het verschijnen van de ribben en het verlies van zicht, worden door het meisje opgevat als positief en vooruitgang. In het refrein laat het meisje weten dat ze in de sneeuw wil lopen zonder een voetafdruk achter te laten. Of het meisje het einde van het nummer overleeft, is onbekend.